# أنتوني غونسالفيس
أنتوني غونسالفيس (6 مارس 1986 في فرنسا - ) (بالفرنسية: Anthony Gonçalves)‏ هو لاعب كرة قدم فرنسي في مركز الوسط. لعب مع ستاد لافال.

## وصلات خارجية
- أنتوني غونسالفيس على موقع قاعدة بيانات كرة القدم.إي يو (الإنجليزية)
- أنتوني غونسالفيس على موقع ليكيب (الفرنسية)
- أنتوني غونسالفيس على موقع Soccerway.com (الإنجليزية)
- أنتوني غونسالفيس على موقع عالم كرة القدم.نت (الإنجليزية)
- أنتوني غونسالفيس على موقع GSA (الإنجليزية)